# Mottetti di Johann Sebastian Bach

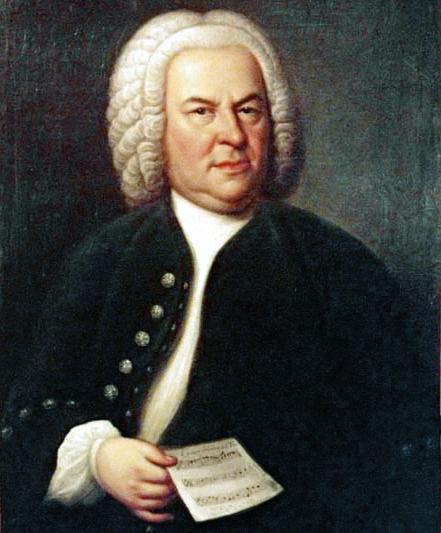
Johann Sebastian Bach.

I mottetti di Johann Sebastian Bach BWV 118 e 225-230 sono una serie di sette composizioni.

## Storia
La pratica liturgica luterana del XVI e XVII secolo teneva in grande considerazione l'antico uso, da parte delle cantorie, di intonare complessi mottetti e cantici, lasciando ai fedeli l'esecuzione dei canti più semplici. La lingua più usata era il latino: dei 271 mottetti che compongono l'antica raccolta Florilegium Portense, ad esempio, meno di un decimo sono scritti in tedesco.
All'epoca di Johann Sebastian Bach, invece, i compositori iniziarono a dedicarsi prevalentemente allo stile mottettistico in tedesco. La produzione di Bach in questo campo è rappresentata da un numero molto esiguo di opere. Non è chiaro, perciò, se Bach si sia dedicato poco a questo ambito, o, ipotesi più probabile, se gran parte della sua produzione sia andata perduta.
Un tempo, seguendo la vecchia biografia bachiana scritta da Johann Nikolaus Forkel, i musicologi ritenevano che i mottetti composti da Bach fossero molto numerosi. Philipp Spitta, invece, ridusse a undici il loro numero. Il musicologo Konrad Amlen, nel 1965, ridusse i mottetti autentici a soli sette titoli:
- O Jesu Christ, meins Lebens Licht BWV 118, per coro a quattro voci.
- Singet dem Herrn ein neues Lied BWV 225, per due cori.
- Der Geist hilft unser Schwachheit BWV 226, per due cori.
- Jesu, meine Freude BWV 227, per coro a cinque voci.
- Fürchte dich nicht, ich bin bei dir BWV 228, per due cori.
- Komm, Jesu, komm BWV 229, per due cori.
- Lobet den Herrn alle Heiden BWV 230, per coro a quattro voci.

L'autenticità del BWV 230, però, non è certa. Un tempo era compreso fra i mottetti anche il BWV 231, intitolato Sei Lob und Preis mit Ehren. Tuttavia, in seguito i musicologi scoprirono che non si trattava di una composizione indipendente, bensì del secondo movimento della cantata Gottlob! nun geht das Jahr zu Ende BWV 28, con un nuovo testo aggiunto da Carl Philipp Emanuel Bach.
L'elenco dei mottetti autentici non comprende più una serie di opere che, un tempo, erano state attribuite a Bach:
- Ich lasse dich nicht BWV Anh. 159, per due cori, di Johann Christian Bach.
- Jauchzet dem Herrn, alle Welt BWV Anh. 160, per due cori, di Georg Philipp Telemann.
- Kündlich gross ist das gittselige Geheimnis BWV Anh. 161, parzialmente di Carl Heinrich Graun.
- Lob und Ehre und Weisheit und Dank BWV Anh. 162, forse di Georg Gottfried Wagner.
- Merk auf, mein Herz, und sieh dorthin BWV Anh. 163, per coro a otto voci, di Johann Bernhard Bach o di Johann Ernst Bach.
- Nun danket alle Gott BWV Anh. 164, per coro a cinque voci, forse di Johann Christoph Altnickol.
- Unser Wandelist im Himmel BWV Anh. 165, per coro a quattro voci, di compositore sconosciuto.

I mottetti BWV 225-229 hanno destinazione funebre, mentre non è chiaro per quale occasione siano stati composti i BWV 118 e 230. Dei BWV 118, 225 e 226 esiste il manoscritto originale di Bach. I BWV 227, 228 e 229 sono giunti al XXI secolo attraverso copie manoscritte realizzate nella seconda metà del XVIII secolo, mentre il BWV 230 è stato tramandato solo attraverso una dubbia edizione a stampa del 1821, ma non è noto alcun manoscritto.
La presenza o meno di strumenti non è univoca: parti per la realizzazione del basso continuo, infatti, non sono indicate nei BWV 225, 227 e 229, mentre nel BWV 228 sono presenti parti strumentali, anche se probabilmente vennero aggiunte da Carl Philipp Emanuel Bach. Un apparato strumentale, invece, è presente nei manoscritti originali dei BWV 118 e  226. Con ogni probabilità, la presenza o meno di strumenti musicali era legata alle esigenze e alle disponibilità del momento.
I mottetti BWV 225, 226, 227, 228, Ahh. 159 (in seguito riconosciuto come spurio) e 229 vennero stampati e pubblicati per la prima volta da Johann Gottfried Schicht nel 1802. Il BWV 230 uscì dalle stampe nel 1821, mentre il BWV 118 venne pubblicato da Alfred Dörffel come cantata nel 1876.

## Struttura

### O Jesu Christ, meins Lebens LichtBWV 118
Il mottetto BWV 118, pubblicato erroneamente fra le cantate, è pervenuto fino al XXI secolo in due versioni, entrambe manoscritte da Bach. La prima risale al 1736-1737 e prevede un apparato strumentale costituito da due corni naturali, cornetto e tre tromboni. La seconda versione, collocabile cronologicamente intorno al 1740, prevede due corni naturali, due oboi, taille, fagotto e archi.
La destinazione è certamente funebre, anche se non è chiaro per quale funerale sia stata concepita. Il musicolo Arnold Schering ipotizzò una sua esecuzione l'11 ottobre 1740 in occasione delle esequie del conte Friedrich von Flemming. Il testo è formato dalla prima strofa di un lied del 1610 di Martin Behm.

### Singet dem Herrn ein neues LiedBWV 225
Il mottetto, a due cori e in quattro sezioni, venne composto intorno al 1726-1727. Il libretto è tratto dalla Bibbia (i primi tre versetti del salmo 149, i versetti 2 e 6 del salmo 150 e Isaia 41, 10 e 43, 1) e da testi di Johann Gramann.
Non è chiaro per quale occasione venne realizzato. Il carattere festoso sembrerebbe escludere una sua destinazione funebre, ma l'autografo bachiano, scritto con una certa fretta, fa supporre che il mottetto sia stato realizzato per un evento inaspettato, escludendo così una sua eventuale destinazione per i festeggiamenti del capodanno 1727 o per il compleanno della principessa Carlotta Federica di Nassau-Siegen, che cadeva il 30 novembre.
Secondo Konrad Amlen il mottetto venne composto in onore della sosta a Lipsia, dal 3 al 18 maggio 1727, di Federico Augusto I di Sassonia, il cui compleanno era il 12 maggio.

### Der Geist hilft unser SchwachheitBWV 226

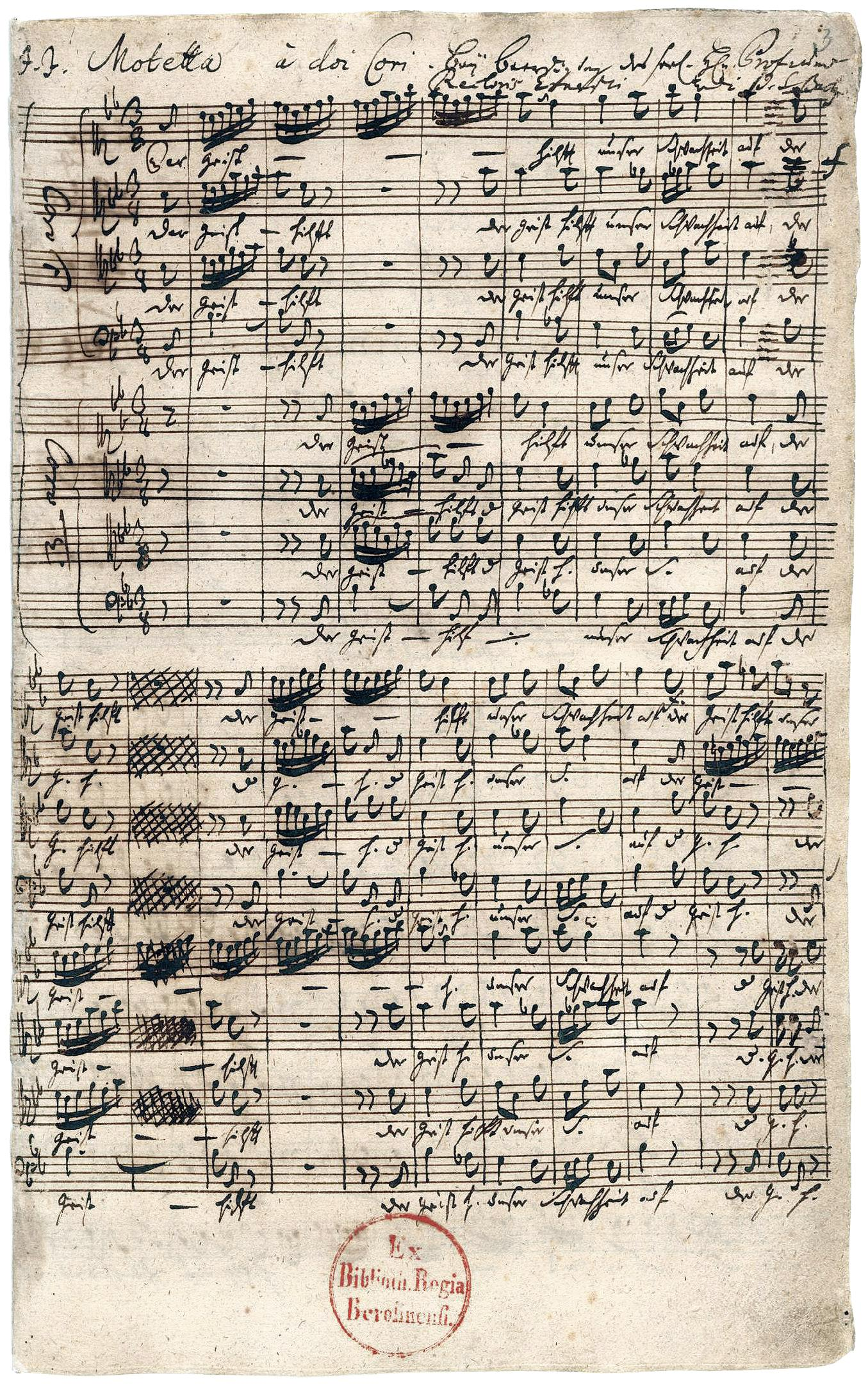
Il manoscritto del mottetto Der Geist hilft unser Schwachheit BWV 226.

Si tratta dell'unico mottetto per il quale Bach indicò esplicitamente la destinazione: Bey Beerdigung des seel. Hn. Prof: und Rectoris Ernesti (tedesco, "Per il funerale del signor professore e rettore Ernesti"). Johann Heinrich Ernesti, rettore della Thomasschule di Lipsia, morì il 16 ottobre 1729. Il 20 ottobre si tenne il funus accademicus nella Paulinerkirche, e, il 24, il servizio funebre presso la medesima chiesa.
Il mottetto, a due cori e in tre sezioni, prevede l'impiego di strumenti (archi in raddoppio del primo coro e fagotto, taille e due oboi per il secondo). Il libretto è tratto dalla Bibbia (Lettera ai Romani, 8, 26-27) e dal testo Komm, Heiliger Geist, Herre Gott di Martin Lutero.

### Jesu, meine FreudeBWV 227
Il mottetto BWV 227, con ogni probabilità, venne composto per il servizio funebre in onore di Johanna Maria Rappold, figlia del rettore della Nikolaischule di Lipsia, tenutosi il 18 luglio 1723.
Il libretto è formato da sei strofe di un lied di Johann Franck e parti della Bibbia (Lettera ai Romani 8, 1-2 e 9, 11). La composizione è suddivisa in undici movimenti disposti secondo un preciso ordine di alternanza fra versetti, numero di voci e parti corali.

### Fürchte dich nicht, ich bin bei dirBWV 228
Il mottetto venne probabilmente composto ed eseguito in occasione della cerimonia funebre commemorativa di Susanna Sophia Packbusch, vedova di uno dei principali commercianti di Lipsia, tenutasi il 4 febbraio 1726.
Il libretto è composto da alcune parti bibliche (Isaia 41, 10 e 43, 1) e strofe tratte dall'inno Warum sollt ich mich dem grämer di Paul Gerhardt.

### Komm, Jesu, kommBWV 229
La destinazione pratica del mottetto Komm, Jesu, komm, a doppio coro, è certamente funebre, anche se non è chiaro per quale funerale sia stato composto. Il testo è formato da due strofe di Paul Thymisch. Solamente la prima strofa, però, è particolarmente elaborata. La seconda e ultima, invece, è trattata come semplice corale armonizzato.

### Lobet den Herrn alle HeidenBWV 230
Il mottetto BWV 230 è basato sui primi due versetti del salmo 117. La paternità di Bach su questa composizione, tuttavia, è dubbia, in quanto l'unica fonte dell'opera è una pubblicazione a stampa del 1821. L'opera, comunque, qualitativamente sembra avere i requisiti per essere attribuita a Johann Sebastian. La destinazione pratica non è chiara, ma sicuramente non era per una celebrazione funebre.